# Ridgeville (Alabama)
Ridgeville – miasto w Stanach Zjednoczonych, w stanie Alabama, w hrabstwie Etowah. W roku 2023 miasto zamieszkiwały 83 osoby, a gęstość zaludnienia wynosiła 41,5 osoby/km².